# Xã Lewis, Quận Brown, Ohio
Xã Lewis (tiếng Anh: Lewis Township) là một xã thuộc quận Brown, tiểu bang Ohio, Hoa Kỳ. Năm 2010, dân số của xã này là 2.697 người.